# Rearranjament de Cope
El rearranjament, transposició o eliminació de Cope és una reacció orgànica molt estudiada que implica un rearranjament sigmatròpic 3,3 de diens 1,5. Va ser desenvolupada per Arthur C. Cope. Per exemple, el 3-metil-1,5-hexadiè escalfat fins a 300 °C dona 1,5-heptadiè.

## Altres exemples
El rearranjament es fa servir molt en la síntesi orgànica. L'estat de transició de la molècula passa a través d'una barca o cadira com l'estat de transició. Un exemple de rearanjament de Cope és l'expansió d'un anell de ciclobutà a un anell d'1,5-ciclooctadiè: